# محمد قارصلي
محمد قارصلي (1950 - 12 تشرين الثاني 2019)، سوري من مواليد دمشق، مخرج سينمائي وتلفزيوني ومسرحي، وكاتب سيناريو ومؤلف مسرحي، وأستاذ في الإخراج وإعداد وتدريب الممثل ومحاضر في مركز التدريب الإذاعي والتلفزيوني، وفي النوادي السينمائية في عدد من دول العالم وقدم العديد من الدراسات والمقالات والترجمات والنشرات التخصصية والاستشارات الدرامية، حاصل على درجتي الماجستير والدكتوراه من أكاديمية السينما بموسكو.

## أسرته
نشأ في بيئة فنية، فوالدته إقبال ناجي قارصلي هي رائدة الفن التشكيلي، وشقيقه هو الفنان التشكيلي الراحل وليد قارصلي.

## أعماله
على الرغم من أن رصيد المخرج السوري يصل إلى مئة فيلم فيلم وثائقي وقصير تتعلق بالبيئة والتنمية إلا أن معظم هذه الأفلام لم تعرض في وطنه الذي لم يكرمه سوى مرة واحدة في مهرجان مصياف المسرحي مقابل تكريمه لمرات عديدة في مهرجانات دولية.
وهو المخرج الوحيد في سورية الذي حصل على عشرين جائزة أغلبها دولية أربع منها في مهرجان توياما باليابان المسرحي الدولي عام 1990، وجائزة أفضل فيلم في آسيا وثاني أفضل فيلم بالعالم بمسابقة الأمم المتحدة وجائزة ذهبية بكالكوتا لم يسبقه إليها أحد.
معظم أفلامه كانت بتمويل خاص أو من منظمات دولية مثل الصليب الأحمر والتجمّع النسائي العالمي واليونيسيف ولكن هذه المنظمات قطعت تمويلها في السنوات الأخيرة في إطار الضغوط الاقتصادية على سورية، فلجأ إلى المسرح لكونه غير مكلف ومع ذلك أبدع فيه فنالت مسرحيته «فجر وغروب فتاة تدعى ياسمين» ست جوائز في اليابان والهند وعرضت في سبع وعشرين دولة بتمويل ذاتي، ولكن وزارة الثقافة رفضت عرضها في سورية بالرغم من نجاحها دولياً.
وعندما قام بابا الفاتيكان بزيارة سورية أهدى المخرج قارصلي التلفزيون السوري فيلماً عن التعايش بين الأديان في سورية وهو من إنتاج سويسري إلا أن التلفزيون السوري لم يعرضه.

### الأفلام
في رصيده 96 فيلماً
- فيلم «وليد» الذي تناول تفاصيل حميمة من حياة الرسام والشاعر السوري وليد قارصلي
- 34 فيلما قصيرا أطلق عليها محمد القارصلي اسم «كاريكا فيزيون» أي الكاركتير التلفزيوني حيث نرى مجموعة من الممثلين يعبرون عن قضايا وظواهر اجتماعية وسياسية مختلفة ولكن بالاشارات والحركات الايمائية فقط ومنها («رسام الكاريكاتير» و«لعبة الكراسي»)[3]

### التلفزيون
كتابة نصوص مسلسلات: أيام الغضب عام 1969، و«العودة إلى الأمام» و«حكاية الدرب الطويل»

### المسرح
في رصيده 12 مسرحية منها:
في دمشق، أخرج محمد قارصلي عدة أعمال مسرحية لمركز ايماء دمشق و لمسرح الحجرةو لموزاييك للانتاج الفني مع الفنانة ندى الحمصي. كان أولها مسرحية (الطابعان) من تأليف ميري شيزغال وتمثيل ندى الحمصي وماهر صليبي، ثم (سعدى... سعدى) تأليف ندى الحمصي، إعداد وإخراج محمد قارصلي، ثم مونودراما (فجر و غروب فتاة تدعى ياسمين)، و هي مسرحية حركية ايمائية تشخيصية راقصة من تأليف و إخراج محمد قارصلي وأداء ندى الحمصي،عرضت هذه المونودراما في الهند واليابان ونالت عددا من الجوائز العالمية، ثم مونودراما(امرأة... نساء) و هي ايضا غير ناطقة تعتمد التشخيص والايماء والحركة الجسدية للممثل، من أداء ندى الحمصي وعرضت في سوريا وكندا. وفي اليابان أخرج محمد قارصلي عرضا حركيا ايمائيا غير ناطق مع ندى الحمصي و تاداشي هاما، عازف الناي وعازف الطبل الياباني. و قام بانجاز عدد من الأفلام القصيرةالوثائقيةو التسجيلية مع ندى الحمصي ومجموعة من الفنانين اليابانيين.

## وفاته
توفي يوم الثلاثاء 12 تشرين الثاني 2019 بعد صراع مع المرض عن عمر 69 عاماً.